# Нижнее Кювиканда
Нижнее Кювиканда — пресноводное озеро на территории Амбарнского сельского поселения Лоухского района Республики Карелии.

## Общие сведения
Площадь озера — 2,2 км², площадь водосборного бассейна — 104 км². Располагается на высоте 4,1 метров над уровнем моря.
Форма озера трёхлопастная: оно вытянуто с северо-востока на юго-запад. Берега изрезанные, каменисто-песчаные,возвышенные.
Через озеро течёт река Кювиканда, впадающая в Белое море.
Населённые пункты вблизи водоёма отсутствуют.
Код объекта в государственном водном реестре — 02020000711102000002767.